# Ruta IO14 (Lima)
La ruta IO14 o "la SV" es una ruta de transporte público del área metropolitana de Lima, que conecta los distritos de Mi Perú y Santiago de Surco. El trayecto de esta ruta consta de 104 o 113 paradas dependiendo de la dirección y dura aproximadamente 2 horas 

## Características
Esta ruta de transporte público es operada por la Corporación Avagon S.A.C, pasando por los distritos de Lima y Callao, anteriormente esta ruta estaba operada por la Corporación Aleluya S.A.C hasta 2023 y comparte similitud con las rutas OM10, IO71, que transitan por Mi Perú - Ventanilla - Faucett

### Autorización
La ruta IO14 se encuentra autorizada por la Municipalidad Provincial del Callao (MPC) y la Autoridad de Transporte Urbano (ATU).

## Trayecto
Los autobuses de la ruta IO14 comienzan a operar a las 5:00 a.m. y terminan a las 10:00 p.m. por los distritos de Mi Perú, Ventanilla, Callao, San Miguel, Pueblo Libre, Magdalena del Mar, San Isidro, Miraflores, Surquillo, San Borja y Santiago de Surco en las provincias de Lima y Callao; pasando por importantes lugares como la Refinería La Pampilla, el Grupo N° 8 de la FAP, la sede del Gobierno Regional del Callao, el Aeropuerto Internacional Jorge Chávez, la Plaza San Miguel, el Óvalo de Miraflores, el Parque John F. Kennedy, el Coliseo Eduardo Dibós, la Embajada de Estados Unidos en Perú y Jockey Plaza
También se conecta con el Metropolitano a través de la Estación Angamos. Y con la Línea 1 del Metro de Lima con la Estación Angamos, dentro de un futuro se podrá conectar con la Línea 2 del Metro de Lima con la Estación Carmen de la Legua, con La Línea 4 del Metro de Lima con las estaciones de Gambetta hasta José de Sucre y con la Línea 6 desde la Estación Salaverry c/n Ejército hasta la Estación UPC.

### Terminales
Su terminal de ida es en la Av. Cuzco a 50 metros de distancia hacia el oeste con la Av. Néstor Gambetta, esta ruta no posee una terminal de vuelta.

### Recorrido
| Dirección                   | Avenidas y calles |
| --------------------------- | --- |
| Ida Hacia Santiago de Surco | Av. Cuzco - Av. Ayacucho - Av. Victor Raúl Haya de la Torre - Av. Néstor Gambetta - Av. Elmer Faucett - Av. La Marina - Av. Antonio José de Sucre - Jr. Junín - Av. Javier Prado Oeste - Av. Gral. Salaverry - Av. Del Ejército - Av. José Pardo - Av. Ricardo Palma - Av. Petit Thouars - Av. Angamos Este - Av. Primavera - Av. La Encalada - Av. El Derby - Av. Manuel Olguin                      |
| Vuelta Hacia Mi Perú        | Av. Manuel Olguin - Av. El Derby - Av. La Encalada - Av. Primavera - Av. Angamos Este - C. Gral. Suárez - Av. Ricardo Palma - Av. José Pardo - Av. Del Ejército - Av. Gral. Salaverry - Av. Javier Prado Oeste - Jr. Cuzco - Jr. Libertad - Paseo de la Libertad - Av. La Marina - Av. Elmer Faucett - Av. Néstor Gambetta - Av. Victor Raúl Haya de la Torre - Av. Tumbes - Av. Ayacucho - Av. Cuzco |